# Sebastian Loscher

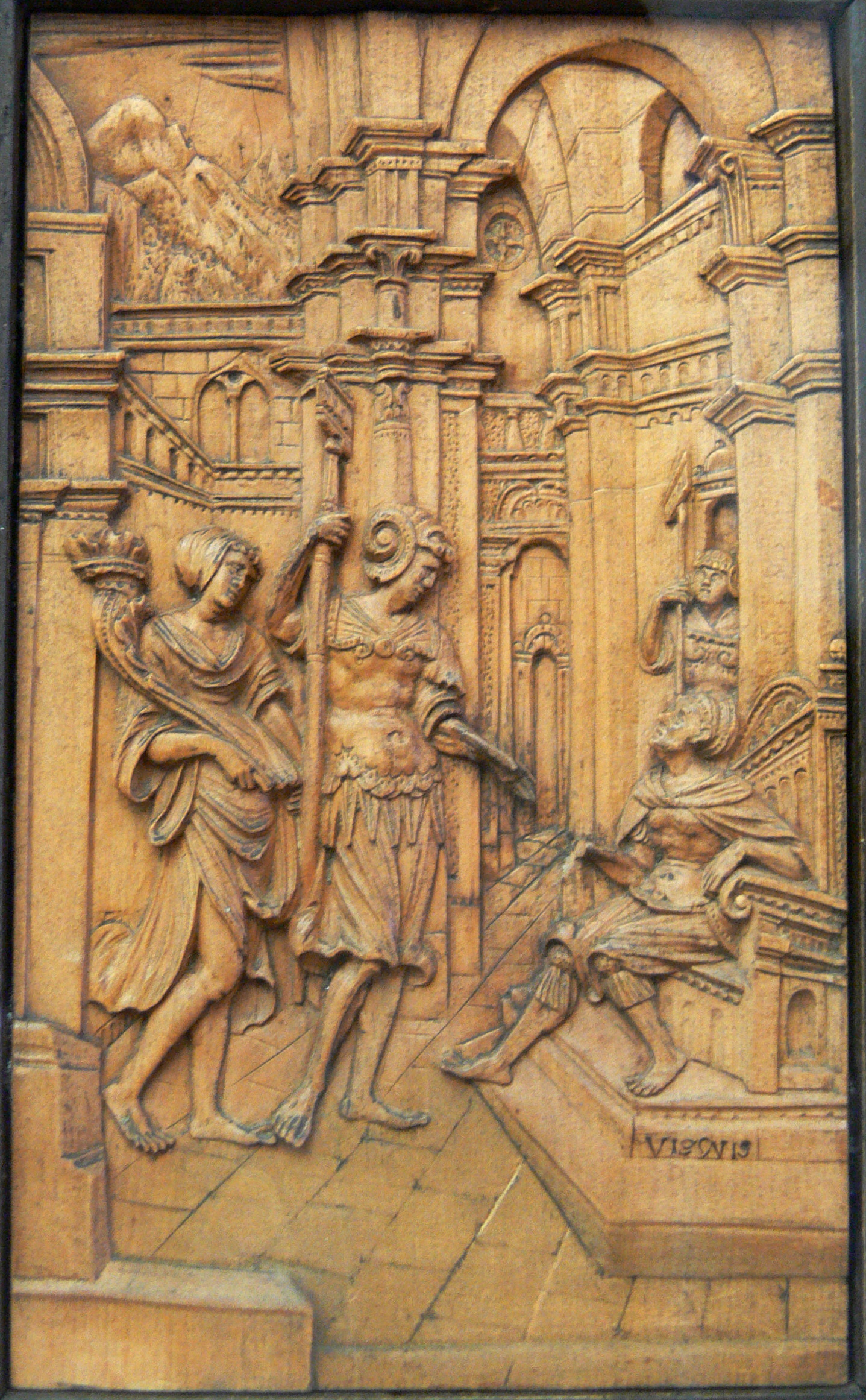
Sebastian Loscher: Sinnbildliche Darstellung des mächtigen Kaufherrn Jakob Fugger, um 1525 (Skulpturensammlung, Berlin)

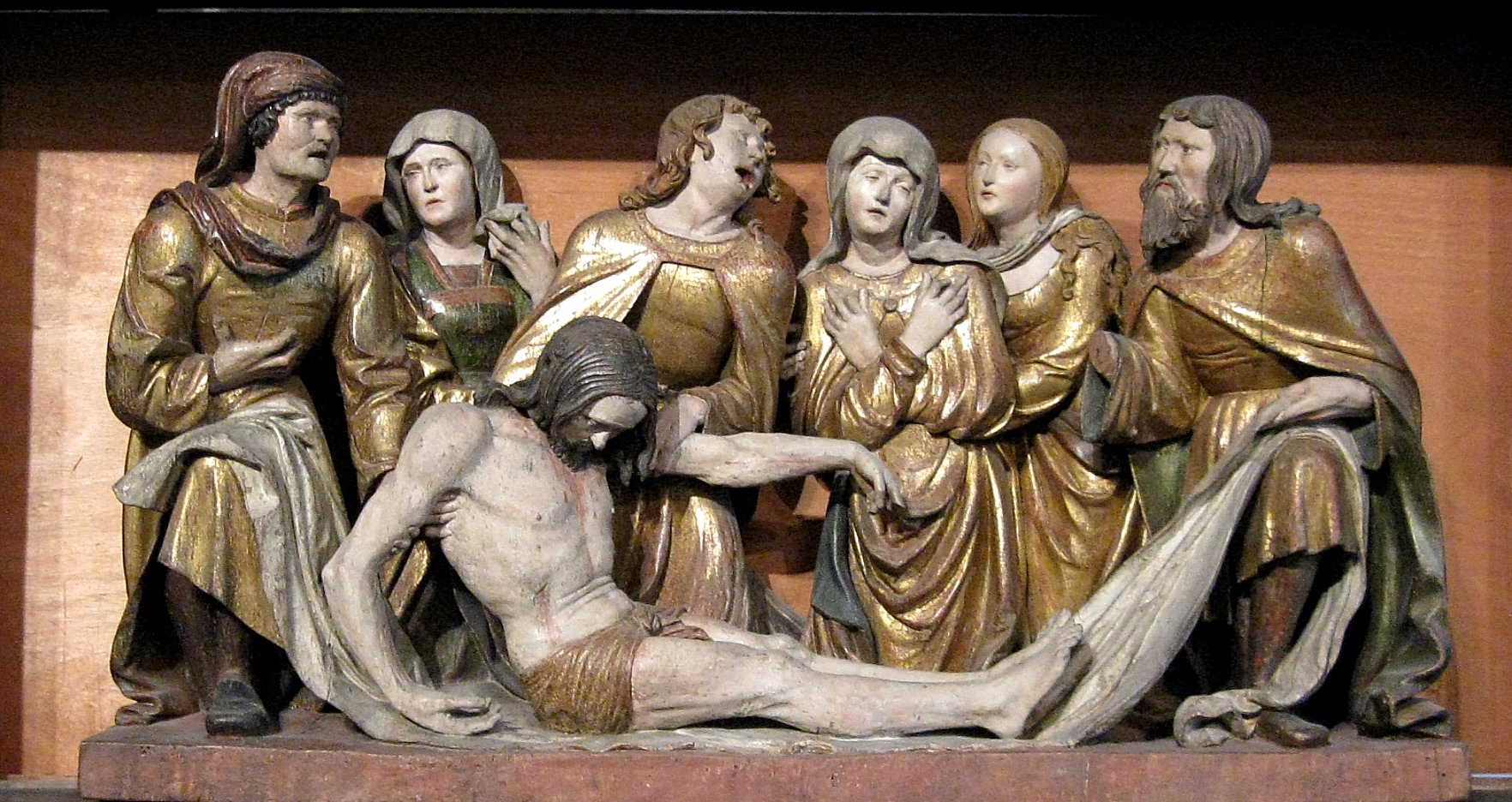
Beweinung Christi, um 1520/25, Bayerisches Nationalmuseum, München

Sebastian Loscher (* 1482/1483 in Augsburg; † 1551 ebenda) war ein deutscher Bildhauer und Architekt. Er war ein Sohn des Augsburger Stadtwerkmannes Konrad Loscher und dessen Frau Anna, geborene Rollenbuczin.

## Werke
- Fuggerkapelle, Kirche St. Anna, Augsburg, 1510 (Urheberschaft wird bestritten, siehe Jopek, Dürer and Sculpture, S. 3)
- Bildsäule des Fischbrunnens auf dem Augsburger Fischmarkt, 1510
- Hl. Alexius, 1513 (Maximilianmuseum, Augsburg)
- Sinnbildliche Darstellung des mächtigen Kaufherrn Jakob Fugger, Relief, um 1525 (Skulpturensammlung, Berlin)
- Sinnbildliche Darstellung der irdischen und der göttlichen Gerechtigkeit, Relief, Buchsbaumholz, 1536 (Skulpturensammlung, Berlin)